# O RLY?

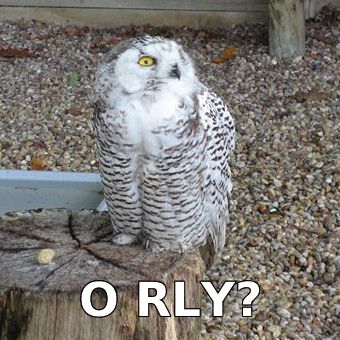
"O RLY?", uno de los memes de Internet más conocidos entre 2005 y 2006.

O RLY?, contracción de "Oh, really?" ("oh, ¿en serio?") es un popular fenómeno de internet, normalmente acompañado de la imagen de un búho tomada por el fotógrafo de naturaleza John White. Normalmente, la conversación suele iniciarse con un "O RLY?", a lo que se suele responder YA RLY ("Yeah, really", "Sí, en serio"), terminando el diálogo con NO WAI!!! ("No way!!!", "¡No puede ser!"), aunque a veces puede reemplazarse por OIC ("Oh, I see", "ah, ya veo").
La expresión O RLY? se utiliza normalmente en un tono sarcástico. Se puede usar para burlarse del lenguaje sms, o para indicar que el enunciado original era claramente obvio. También es común el uso por los troles de internet, en respuesta a un mensaje demasiado extenso.

## Origen
La frase "O RLY?" se popularizó en los foros de Internet a mitad del 2003. Los primeros indicios públicos de su uso datan de un poco más tarde, pero en los archivos privados hay rastros de usos anteriores.
La primera de las imágenes usada no incluía la ahora popular imagen del búho.
La imagen del búho con el enunciado O RLY? se basa en una fotografía tomada por el fotógrafo de naturaleza John White, que publicó él mismo en el grupo de noticias alt.binaries.pictures.animals. SomethingAwful añadió la frase "O RLY?" a la foto, la cual fue rápidamente adoptada por el foro de 4chan en respuesta al uso de un filtro que reemplazaba la palabra "repost" (republicar) por "owl" (búho).
La imagen del búho con la frase "O RLY?" se extendió rápidamente por webs como Fark y YTMND, derivando a su vez en más bromas del estilo con fotografías de búhos. El uso continuo de la imagen del búho "O RLY?" ha hartado a algunos webmasters hasta el punto de banear a aquellos usuarios que la publicasen.

## Variantes
Se pueden encontrar multitud de variantes de la frase "O RLY?", acompañadas de diferentes imágenes. Entre ellas, se encuentran:
- "O WILLY", acompañada de una imagen de El príncipe de Bel-Air.
- "FRO' RLY?", junto a un búho con pelo a lo afro.
- "The O RLY? Factor", una parodia de El factor O'Reilly.
- "O RRY?", variante en engrish, con un búho típicamente chino, con ojos rasgados, dientes grandes y sombrero.
- "O R'LYEH?", con una foto de Cthulhu.
- "O BLAARGGAG??!?", con la imagen original del búho llevando la horripilante dentadura mutilada del personaje Abyss, de Soulcalibur III.
- "It´sa RLY" un búho disfrazado de Mario Bros.
- "¿O RLMENTE?" es un búho disfrazado de mexicano.

Existen, a su vez, variantes en otros idiomas. En español, por ejemplo, "¿O RLMENT?", de "¿Oh, realmente?", con un búho con un sombrero mexicano, o "O vraiment?", en francés, con un búho con una boina francesa. También hay una versión con Simba, de El Rey León, en la jungla. Finalmente, también hay una versión de Hitler, con este mostrando una clásica postura "¿en serio?", con las manos en las caderas y la cabeza ligeramente inclinada, en respuesta al soldado de la derecha, aparentemente diciendo algo como "Señor, creo que deberíamos reforzar Normandía".

### En la cultura popular
En el videojuego Soulcalibur III hay un personaje con cabeza de búho llamado Olcadan, y a veces dice "Oh, really?". En la expansión del juego Everquest 2 llamada EverQuest II: Kingdom of Sky, aparecen dos búhos llamados ORLY y YARLY respectivamente, sentados en una cadena en la zona de Barren Sky. En World of Warcraft, hay un par de subastadores llamados "O'Reely" y "Yarly". También en este juego hay un búho en el Desierto de Tanaris llamado "O'Reily". También se encuentra una mención en Apollo Justice - Ace Attorney, donde el personaje Olga Orly menciona este término. En el videojuego de Los Guardianes De Ga'hoole, al iniciar un Rescate de Polluelos, en la versión en inglés, Shard dice en ocasiones "Oh Really?".

### Arte ASCII de O RLY?
También existen versiones en ASCII art de la imagen del búho "O RLY?":
| ___ {o,o} \|)__) -"-"- O RLY? | ___ {o.o} \|)_(\| -"-"- YA RLY | ___ {ô,ô} (__(\| -"-"- NO WAI! |

### Gusano informático
El 10 de mayo de 2006, la compañía de antivirus Sophos descubrió un gusano informático llamado W32/Hoots-A, que envía una imagen del búho a la cola de impresión cuando infecta un ordenador.
El gusano se expande por redes de p2p, y fue creado específicamente para una compañía. Sophos denominó el acontecimiento como un caso específico que no se expandiría más allá de su objetivo. Se han debido tener grandes conocimientos de las colas de impresión de la empresa en cuestión, por lo que se sospecha que haya sido un ataque desde el interior de la misma.